# Jakub Bucki
Jakub Bucki (ur. 13 sierpnia 1988 w Przysusze) – polski siatkarz, grający na pozycji atakującego.
14 kwietnia 2024 roku w 2. meczu ćwierćfinałowym PlusLigi (2023/2024) przeciwko drużynie Trefla Gdańsk zaserwował 11 asów serwisowych.

## Sukcesy klubowe
I liga polska:
- 2025[7]
- 2011
- 2017

Liga słowacka:
- 2014

Puchar Kazachstanu:
- 2015

Liga kazachstańska:
- 2015
- 2016

Liga polska:
- 2021
- 2019, 2023[8]

Puchar CEV:
- 2024[9]
- 2025[10]